# Anadrymadusa brevipennis
Anadrymadusa brevipennis är en insektsart som först beskrevs av Brunner von Wattenwyl 1882.  Anadrymadusa brevipennis ingår i släktet Anadrymadusa och familjen vårtbitare. Inga underarter finns listade i Catalogue of Life.